# Грекова-Малинина, Надежда Григорьевна
Наде́жда Григо́рьевна Гре́кова-Мали́нина (17 сентября 1910 года, г. Минск — 6 января 2001 года, г. Москва) — советский государственный, партийный деятель. Председатель Верховного Совета БССР, министр пищевой промышленности БССР.

## Биография
Родилась в Минске в семье рабочего-железнодорожника, с 12 лет работала на швейной фабрике. Окончила Высшую школу парторганизаторов при ЦК ВКП(б) (1941). Член ВКП(б) с 1932 года.
- С 1922 года на швейной фабрике «Октябрь» в Минске.
- С 1934 года на профсоюзной работе.
- С 1937 года — заведующая отделом ЦК КП(б) Беларуси.
- С 1938 по 1940 гг. — секретарь ЦК КП(б) Беларуси.
- С 25.07.1938 по 12.03.1947 — Председатель Верховного Совета БССР.
- С 1943 по 1946 гг. занимала должность заместителя председателя Совета Народных Комиссаров БССР.
- С 1947 года — министр пищевой промышленности БССР.
- С 1949 по 1952 гг. — первый заместитель министра пищевой промышленности РСФСР.
- С 1939 по 1952 гг. являлась членом Центральной Ревизионной Комиссии ВКП(б).

Похоронена в Москве на Новодевичьем кладбище.

## Семья
Муж — генерал армии М. С. Малинин.

## Память
Именем Грековой назван парк в Минске. Киностудией «Беларусьфильм» создан документальный фильм «Две жизни Надежды Грековой» (2016).
<Надежда - мой компас земной, >документальный фильм из цикла Любовь на линии огня. (2025) телеканал звезда. 

## Награды
- Два ордена Ленина
- Орден Отечественной войны первой степени
- Орден Трудового Красного Знамени
- Орден «Знак Почёта»
- медали[2]